# Ed Nealy
Eddie Carl "Ed" Nealy, född 19 februari 1960 i Pittsburg i Kansas, är en amerikansk före detta professionell basketspelare (PF) som tillbringade tio säsonger (1982–1984, 1985 och 1986–1993) i den nordamerikanska basketligan National Basketball Association (NBA), där han spelade för Kansas City Kings, San Antonio Spurs, Chicago Bulls, Phoenix Suns och Golden State Warriors. Under sin karriär gjorde han 1 451 poäng (2,7 poäng per match); 392 assists och 1 799 rebounds, räddningar från att bollen ska hamna i nätkorgen, på 540 grundspelsmatcher.
Nealy draftades av Kansas City Kings i åttonde rundan i 1982 års draft som 166:e spelare totalt.
Han var med och vinna Chicago Bulls tredje raka NBA-mästerskap för säsongen 1992–1993.
Innan han blev proffs, studerade han vid Kansas State University och spelade basket för deras idrottsförening Kansas State Wildcats i National Collegiate Athletic Association (NCAA).